# Karl Hilgenreiner

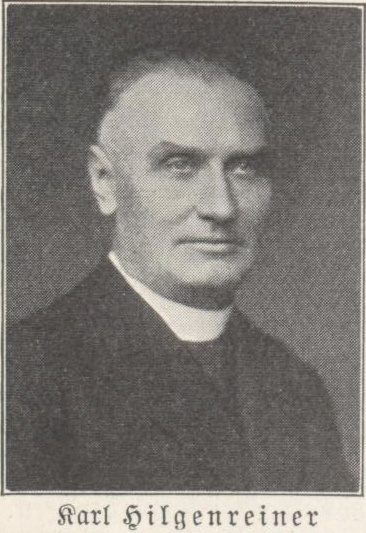
Karl Hilgenreiner

Karl Hilgenreiner (* 22. Februar 1867 in Friedberg/Hessen; † 9. Mai 1948 in Wien) war ein katholischer Moraltheologe und Politiker.

## Leben
Nach dem Theologiestudium am Germanicum und an der Gregoriana in Rom empfing Hilgenreiner am 28. Oktober 1891 die Priesterweihe. Es folgte eine Promotion zum Dr. phil. (1888) und zum Dr. theol. (1892) sowie die Berufung zum außerdortlichen Professor für Kirchenrecht und christliche Gesellschaftslehre an der Karl-Ferdinands-Universität in Prag (1898), wo er 1905 ordentlicher Professor und in der Folge mehrfach Dekan und Rektor wurde. Er wirkte bei dem von Michael Buchberger herausgegebenen Kirchliche Handlexikon (1907/1912) mit. Er wurde 1905 Ehrenmitglied der KDStV Ferdinandea Prag im CV.
Hilgenreiner publizierte die Zeitschriften Katholikenkorrespondenz und Zeitenwächter. Er avancierte zum Organisator der Katholischen Sudetendeutschen Bewegung und entwarf zusammen mit Robert von Mayr-Harting (beide Ehren-Mitglieder der K.D.St.V. Saxo-Bavaria Prag) 1919 das Programm für die Deutsche Christlichsoziale Volkspartei, deren Vorsitzender er 1927 wurde und die er von 1920 bis 1938 im Parlament als Senator vertrat. Sie musste sich 1938 dem von Hitler forcierten Alleinvertretungsanspruch der Sudetendeutschen Partei Konrad Henleins beugen und wurde in diese eingegliedert.
Hilgenreiner verurteilte öffentlich die deutsche Okkupation der „Rest-Tschechei“ 1939 und die Repressalien der Besatzungsmacht gegen die Kirche. Er wurde unter dauernde Polizeiaufsicht gestellt und schließlich ab Juni 1944 im Kloster Zásmuky, einem Konzentrationslager für Priester, inhaftiert. Kurz nach der dortigen Befreiung sperrten die tschechischen Behörden Hilgenreiner erneut ein, nunmehr in Prag. 1946 schob man ihn nach Österreich ab, wo er am Rande von Wien eine Stelle als Hilfskaplan fand.
Sein jüngerer Bruder Heinrich Hilgenreiner war als Mediziner ebenfalls Professor an der Karl-Ferdinands-Universität in Prag.

## Schriften (Auswahl)
- Die kirchliche Vorzensur und das Partikularrecht. Mayer, Wien 1901 (Vorträge und Abhandlungen der Österreichischen Leogesellschaft; 17).
- Klerus und Klosterfrauen: Rechtsstudie. Fromme, Wien 1904 (Frommes Kalender für den katholischen Klerus; 26.1904, Beil.).
- mit Michael Buchberger (Hrsg.): Kirchliches Handlexikon. Ein Nachschlagebuch über das Gesamtgebiet der Theologie und ihrer Hilfswissenschaften. 2 Bände. Herausgegeben in Verbindung mit Karl Hilgenreiner, Johann Baptisti Nisius, Joseph Schlecht und Andreas Seider. Allgemeine Verlags-Gesellschaft, München 1907–1912; auch bei Herder, Freiburg i.Br. u. a. 1907–1912 (Digitalisat).
- Die römische Frage nach dem Weltkriege. Bonifatius-Druckerei, Prag 1915.